# Le Palais de la chaussure Pinkus

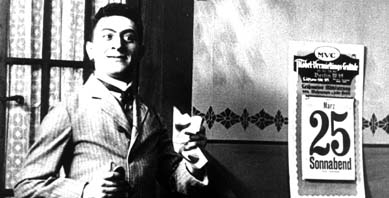
Scène du film Le Palais de la chaussure Pinkus

Le Palais de la chaussure Pinkus (titre original : Schuhpalast Pinkus) est un film allemand muet réalisé par Ernst Lubitsch, sorti en 1916. 

## Synopsis
Un jeune étudiant se retrouve contraint de travailler dans une boutique de chaussures.

## Fiche technique
- Titre original : Schuhpalast Pinkus
- Titre français : Le Palais de la chaussure Pinkus
- Réalisation : Ernst Lubitsch
- Scénario : Hanns Kräly, Erich Schönfelder
- Sociétés de production : Projektions-AG Union (PAGU)
- Distribution : Deutsch-Nordische Film-Union
- Producteur : Paul Davidson
- Pays de production :  Empire allemand
- Durée : 1080 mètres, 3 bobines
- Format : Noir et blanc - 1,33:1 - Muet
- Genre : Comédie
- Date de sortie : 
  - Empire Allemand : 9 juin 1916

## Distribution
- Ernst Lubitsch
- Else Kentner
- Guido Herzfeld
- Ossi Oswalda
- Hanns Kräly
- Fritz Rasp
- Erich Schönfelder